# Лёгкий понтонный парк
ЛПП (Лёгкий понтонный парк).

Понтонный парк разработан в 1949—1952 гг.

Легкий понтонный парк ЛПП является табельным переправочным средством частей инженерных войск, обеспечивающим устройство мостовых и паромных переправ грузоподъёмностью до 40 т. Материальная часть парка:
- предназначается для устройства мостовых переправ грузоподъёмностью 12 т и паромных переправ грузоподъёмностью 40 т;
- позволяет устройство паромных переправ грузоподъёмностью 25 т и мостовых переправ грузоподъёмностью 25 и 40 т.

## Техническое описание
Парк организационно может делиться на две части (полупарки), каждая из которых обеспечивает самостоятельное устройство мостовых и паромных переправ.

### Транспортировка парка
Вся материальная часть парка по суше перевозится на 40 автомобилях ГАЗ-63 и двух автомобилях ЗИС-151, из которых 36 понтонных автомобилей ГАЗ-63 имеют специальное заводское оборудование. Автомобили, не имеющие специального заводского оборудования, предназначены для перевозки элементов береговых пролётов мостов и пристаней. Автомобили ЗИС-151, кроме того буксируют катера. 
Типы автомобилей:
- понтонные с лебедками (ГАЗ-63) – 36;
- с треугольными опорами (ГАЗ-63) – 4;
- с катковыми опорами – 2.

### Табель материальной части парка
Группа понтона:
- понтон носовой – 24;
- понтон средний – 12.

Группа пролётного строения:
- прогон с двумя поворотными осями – 88;
- замок стыковой – 84;
- болт стрингерный с гайкой – 264;
- щит настилочный – 392;
- щит концевой – 16;
- пажилина речная – 72;
- пажилина береговая – 12;
- стойка перильная – 80.

Группа жёстких опор:
- опора треугольная – 4;
- опора катковая – 2.

Группа береговых частей и паромных принадлежностей:
- лежень береговой – 6;
- анкер – 24.

Группа вспомогательных средств:
- костюм плавательный МПК – 16;
- нагрудник или жилет спасательный – 36.

Группа моторных средств:
- катер буксирно-моторный БМК-90 – 4.

### Характеристика мостов, наводимых из материальной части парка
12-тонный мост:
- предельная грузоподъёмность – 12 т;
- предельное давление на ось – 6 т;
- ширина проезжей части – 3 м;
- предельная длина моста – 160 м (наплавная часть – 144 м);
- время наводки моста – 50-55 мин.

25-тонный мост:
- предельная грузоподъёмность – 25 т;
- предельное давление на ось – 8 т;
- ширина проезжей части – 3,67 м;
- предельная длина моста – 88 м (наплавная часть – 72 м);
- время наводки моста – 50-55 мин.

40-тонный мост:
- предельная грузоподъёмность – 40 т;
- предельное давление на ось – 8 т;
- ширина проезжей части – 3,85 м;
- предельная длина моста – 64 м (наплавная часть – 48 м);
- время наводки моста – 50-55 мин.

### Характеристика перевозных паромов, собираемых из материальной части парка
Паром большой площади:
- предельная грузоподъёмность - 2×12 т;
- предельное давление на ось – 6 т;
- ширина проезжей части - 2×3,0 м;
- длина по настилу – 12 м;
- количество паромов собираемых из парка – 6;
- время на сборку парома – 20 мин.

25-тонный паром:
- предельная грузоподъёмность - 25 т;
- предельное давление на ось – 8 т;
- ширина проезжей части - 3,67 м;
- длина по настилу – 12 м;
- количество паромов собираемых из парка – 6;
- время на сборку парома – 18 мин.

40-тонный паром:
- предельная грузоподъёмность - 40 т;
- предельное давление на ось – 8 т;
- ширина проезжей части - 3,85 м;
- длина по настилу – 12 м;
- количество паромов собираемых из парка – 4;
- время на сборку парома – 20 мин.

Материальная часть парка допускает устройство мостовых и паромных переправ на реках со скоростями течения, не превышающими:
- для моста грузоподъёмностью 12 т – 1,5 м/сек;
- для моста грузоподъёмностью 25 т – 2,0 м/сек;
- для моста грузоподъёмностью 40 т – 2,5 м/сек;
- для перевозных паромов при буксировке катерами: грузоподъёмностью 25 т – 2,0 м/сек, грузоподъёмностью 40 т – 2,5 м/сек.

При скорости течения выше 1,5 м/сек для 12-тонных нагрузок необходимо собирать 25-тонный мост.